# Mușchiul extensor al indexului

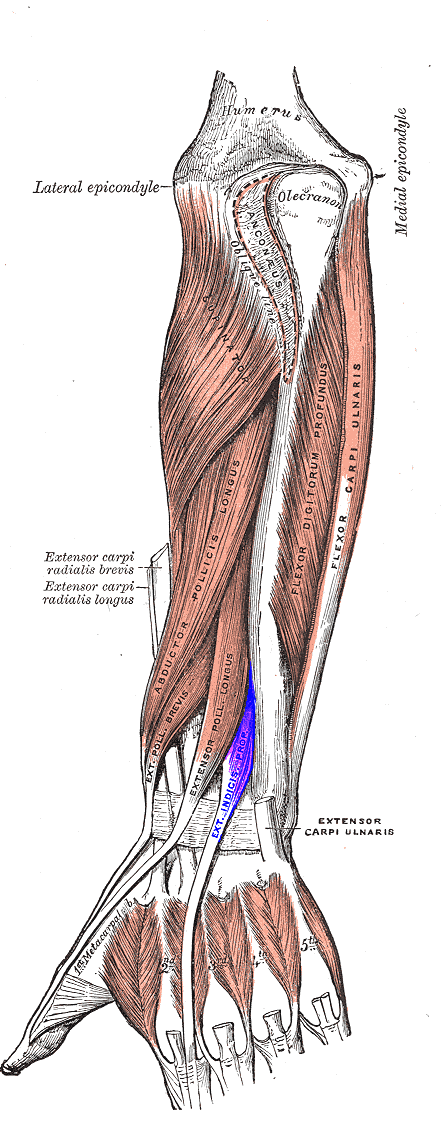
Mușchiul extensor al indexului (în albastru)

Mușchiul extensor al indexului (Musculus extensor indicis) sau mușchiul extensor propriu al indexului (Musculus extensor indicis proprius) este un mușchi lung fusiform și subțire așezat în planul profund al mușchilor posteriori ai antebrațului (în jumătatea de jos a antebrațului). Este cel mai medial din grupul mușchilor profunzi, așezat medial și paralel față de mușchiul extensor lung al policelui (Musculus extensor pollicis longus). Uneori mușchiul lipsește.

## Inserții
Are originea proximală pe fața posterioară a ulnei (pe treimea ei distală, distal de inserția mușchiului extensor lung al policelui) și a membranei interosoase adiacente.
Corpul muscular lung și fusiform merge în jos împreună cu mușchiul extensor al degetelor (Musculus extensor digitorum). La gâtul mâinii se continuă cu un tendon care trece pe sub retinaculul extensorilor prin același canal osteo-fibros cu mușchiul extensor al degetelor. Aici este învelit de teaca tendoanelor extensorului degetelor și a extensorului indexului (Vagina tendinum musculorum extensoris digitorum et extensoris indicis).
La nivelul articulației metacarpofalangiene tendonul său se unește cu tendonul corespunzător al mușchiului extensor al degetelor, destinat degetului index și se inseră împreună pe fața dorsală a falangei a doua și a falangei a treia a indexului (vezi mușchiul extensor al degetelor).

## Raporturi
Este cel mai medial mușchi al planului profund al mușchilor posteriori ai antebrațului.
La nivelul antebrațului este acoperit de mușchiul extensor al degetelor și alți mușchii superficiali ai primului plan al mușchilor posteriori ai antebrațului, iar la mână este acoperit de fascie și piele. 
Acoperă ulna, membrana interosoasă, articulația radiocarpiană, carpul și metacarpul.
Este situat  medial și paralel față de mușchiul extensor lung al policelui (Musculus extensor pollicis longus).
Pe fața dorsală a metacarpianului al doilea tendonul său se află medial de tendonul mușchiului extensor al degetelor (Musculus extensor digitorum).

## Acțiune
Mușchiul este extensor al indexului (întărind acțiunea de extensiune a mușchiului extensor al degetelor asupra indexului) și ajută la extensia mâinii.

## Inervația
Inervația este asigurată de nervul interosos posterior (Nervus interosseus antebrachii posterior), ramură a nervului radial (neuromer C7-C8). 

## Vascularizația
Vascularizația este asigurată de artera interosoasă posterioară (Arteria interossea posterior).